# Courage World Tour
A Courage World Tour Céline Dion kanadai énekesnő koncertkörútja, amely a 2019-ben megjelent Courage című angol nyelvű lemezének bemutatóturnéja. A 2019. szeptember 18-án Québecben indult koncertsorozat a 2008-as Taking Chances Tour óta az első nemzetközi turnéja volt.

## Háttér
A koncertsorozatot 2019. április 23-án jelentették be az Ace Hotelben, Los Angelesben Céline hivatalos Facebook-oldalán élőaásban. A jegyek árusítása április 12-én kezdődött. az érdeklődésre való tekintettel több alkalommal is bővítették a helyszínek listáját.
Szeptember elején zajlottak a helyszíni próbák a Québec-beli Videotron Centreben, az énekesnő és 110 fős társulata a Le Capitole hotel vendége volt ez idő alatt. A ConcertFrance bejelentette, hogy Dion fellép a Paris La Défense Arena-ban Nanterreben 2020. június 26-án. Az első négy montreáli showt szeptemberről novemberre kellett halasztani az énekesnő torokgyulladása miatt. Az európai dátumokat, illetve az újabb New York City-beli, San Diego-i, Los Angeles-i és Vancouver-i műsorok időpontját 2019. szeptember 26-án közölte a SoldOutTicketBox.com. 
2020. márciusban újabb két koncertet kellett halasztani az énekesnő betegsége miatt. A hónap során Céline az összes további észak-amerikai és európai koncertet tolni kényszerült a Covid19-pandémia következtében.

## Műsor
(a 2019. szeptember 18-i québeci koncert alapján)
- It's All Coming Back to Me Now
- Dans un autre monde
- Terre
- À vous
- I'm Alive
- The Power of Love
- L'amour existe encore
- Beauty and the Beast
- Encore un soir
- You're the Voice
- Regarde-moi
- Un garçon pas comme les autres (Ziggy)
- Courage
- All by Myself
- Lying Down
- Tous les blues sont écrits pour toi
- S'il suffisait d'aimer
- Let's Dance / Another One Bites the Dust / Flying on My Own / Kiss / River Deep, Mountain High / Lady Marmalade
- My Heart Will Go On
- Pour que tu m'aimes encore